# United States Chess League 2015
Die United States Chess League 2015 war die elfte Austragung der United States Chess League, der US-amerikanischen Mannschaftsmeisterschaft im Schach.
Meister wurde die Mannschaft von Manhattan Applesauce, die sich im Finale gegen den Titelverteidiger St. Louis Arch Bishops durchsetzte. Mit den Lubbock Tornadoes, Minnesota Blizzard, den San Diego Surfers und den Las Vegas Desert Rats waren vier neue Teams am Start, während sich die Mannschaften der Los Angeles Vibe und der Baltimore Kingfishers zurückzogen, so dass der Wettbewerb mit 20 Mannschaften ausgetragen wurde.
Zu den gemeldeten Mannschaftskadern siehe Mannschaftskader der United States Chess League 2015.

## Spieltermine
Die Wettkämpfe der Vorrunde (Regular Season) fanden statt am 25./26. August, 1./2., 8./9., 15./16., 22./23. und 29./30. September, 6./7., 13./14., 20./21. und 27./28. Oktober 2015, wobei pro Termin je fünf Wettkämpfe gespielt wurden. Die Wildcard Round fand am 4. November statt, das Viertelfinale wurde am 10. November gespielt, das Halbfinale am 18. November, und das Finale am 1. Dezember. Alle Wettkämpfe wurden via Internet auf dem Server des Internet Chess Club gespielt.

## Modus
Die 20 teilnehmenden Teams waren in zwei Zehnergruppen (Eastern Division und Western Division) eingeteilt. Jede Mannschaft spielte je zweimal gegen ein Mitglied der gleichen Gruppe und je einmal gegen die übrigen acht Mitglieder der gleichen Gruppe. Über die Platzierung entschied zunächst die Anzahl der Mannschaftspunkte (ein Punkt für einen Sieg, ein halber Punkt für ein Unentschieden, kein Punkt für eine Niederlage), anschließend die Zahl der Brettpunkte (ein Punkt für einen Sieg, ein halber Punkt für ein Unentschieden, kein Punkt für eine Niederlage). Die ersten Sechs jeder Gruppe qualifizierten sich für die Finalrunde (Playoff), die im k.-o.-System ausgetragen wird. Dabei waren beiden ersten jeder Gruppe direkt für das Viertelfinale qualifiziert, während die übrigen acht Playoff-Teilnehmer in der Wildcard Round die vier übrigen Viertelfinalplätze ausspielten.

## Vorrunde

### Gruppeneinteilung
Die 20 Mannschaften wurden wie folgt in die Vorrunden eingeteilt:
| Eastern Division         | Western Division        |
| ------------------------ | ----------------------- |
| New York Knights         | San Francisco Mechanics |
| Philadelphia Inventors   | Dallas Destiny          |
| New Jersey Knockouts     | St. Louis Arch Bishops  |
| Manhattan Applesauce     | Rio Grande Ospreys      |
| Boston Blitz             | Seattle Sluggers        |
| New England Nor'easters  | Arizona Scorpions       |
| Connecticut Dreadnoughts | Lubbock Tornadoes       |
| Miami Sharks             | Minnesota Blizzard      |
| Carolina Cobras          | San Diego Surfers       |
| Atlanta Kings            | Las Vegas Desert Rats   |

### Eastern Division
Mit den New England Nor'easters, den New York Knights, den New Jersey Knockouts und Manhattan Applesauce hatten sich vier Mannschaften vorzeitig für das Play-off qualifiziert, allerdings entschied sich erst in der letzten Runde, welche beiden Mannschaften direkt für das Viertelfinale gesetzt waren und welche die Wildcard Round bestreiten mussten. Praktisch war auch den Connecticut Dreadnoughts der Play-off-Platz nicht mehr zu nehmen, da sie vor der Schlussrunde einen Mannschaftspunkt und vier Brettpunkte Vorsprung auf Platz 7 aufwiesen. Die Entscheidung über den letzten Platz im Play-off fiel in der letzten Runde, in der die Carolina Cobras den direkten Konkurrenten Atlanta Kings bezwangen und gleichzeitig von Niederlagen der Rivalen Boston Blitz und Philadelphia Inventors profitierten.

#### Endtabelle
| Pl. | Verein                   | Sp | G | U | V | MP      | Brett-P.  |
| --- | ------------------------ | -- | - | - | - | ------- | --------- |
| 01. | New England Nor'easters  | 10 | 6 | 3 | 1 | 7,5:2,5 | 24,0:16,0 |
| 02. | New York Knights         | 10 | 7 | 1 | 2 | 7,5:2,5 | 24,0:16,0 |
| 03. | New Jersey Knockouts     | 10 | 6 | 2 | 2 | 7,0:3,0 | 25,0:15,0 |
| 04. | Manhattan Applesauce (D) | 10 | 4 | 5 | 1 | 6,5:3,5 | 22,5:17,5 |
| 05. | Connecticut Dreadnoughts | 10 | 4 | 3 | 3 | 5,5:4,5 | 21,0:19,0 |
| 06. | Carolina Cobras          | 10 | 3 | 2 | 5 | 4,0:6,0 | 17,0:23,0 |
| 07. | Boston Blitz             | 10 | 1 | 5 | 4 | 3,5:6,5 | 18,0:22,0 |
| 08. | Atlanta Kings            | 10 | 3 | 1 | 6 | 3,5:6,5 | 15,5:24,5 |
| 09. | Philadelphia Inventors   | 10 | 3 | 0 | 7 | 3,0:7,0 | 20,0:20,0 |
| 10. | Miami Sharks             | 10 | 2 | 0 | 8 | 2,0:8,0 | 13,0:27,0 |

#### Entscheidungen
|     | qualifiziert für das Viertelfinale: New England Nor'easters, New York Knights                                              |
|     | qualifiziert für die Wildcard Round: New Jersey Knockouts, Manhattan Applesauce, Connecticut Dreadnoughts, Carolina Cobras |
| (D) | Divisionssieger des Vorjahres                                                                                              |

### Western Division
Dallas Destiny und die St. Louis Arch Bishops waren vorzeitig für das Play-off qualifiziert, sicherten sich die direkte Viertelfinal-Qualifikation aber erst in der letzten Runde. Auch die Entscheidungen über die übrigen Play-off-Teilnehmer fielen erst in der Schlussrunde.

#### Endtabelle
| Pl. | Verein                        | Sp | G | U | V | MP      | Brett-P.  |
| --- | ----------------------------- | -- | - | - | - | ------- | --------- |
| 01. | Dallas Destiny (D)            | 10 | 4 | 5 | 1 | 6,5:3,5 | 24,0:16,0 |
| 02. | St. Louis Arch Bishops (M, D) | 10 | 4 | 5 | 1 | 6,5:3,5 | 23,0:17,0 |
| 03. | Las Vegas Desert Rats (N)     | 10 | 2 | 8 | 0 | 6,0:4,0 | 21,5:18,5 |
| 04. | San Francisco Mechanics       | 10 | 5 | 2 | 3 | 6,0:4,0 | 19,5:20,5 |
| 05. | Seattle Sluggers              | 10 | 4 | 3 | 3 | 5,5:4,5 | 22,0:18,0 |
| 06. | Arizona Scorpions             | 10 | 3 | 3 | 4 | 4,5:5,5 | 19,5:20,5 |
| 07. | Minnesota Blizzard (N)        | 10 | 3 | 3 | 4 | 4,5:5,5 | 17,0:23,0 |
| 08. | Lubbock Tornadoes (N)         | 10 | 2 | 4 | 4 | 4,0:6,0 | 19,5:20,5 |
| 09. | Rio Grande Ospreys            | 10 | 2 | 4 | 4 | 4,0:6,0 | 18,0:22,0 |
| 10. | San Diego Surfers (N)         | 10 | 1 | 3 | 6 | 2,5:7,5 | 16,0:24,0 |

#### Entscheidungen
|     | qualifiziert für das Viertelfinale: Dallas Destiny, St. Louis Arch Bishops                                               |
|     | qualifiziert für die Wildcard Round: Las Vegas Desert Rats, San Francisco Mechanics, Seattle Sluggers, Arizona Scorpions |
| (M) | Meister des Vorjahres |
| (D) | Divisionsieger des Vorjahres                                                                                             |
| (N) | erstmals teilnehmendes Team                                                                                              |

## Endrunde

### Übersicht
|  | Wildcard Round           | Wildcard Round |                      |                        | Viertelfinale           | Viertelfinale |  |  | Halbfinale | Halbfinale |  |  | Finale | Finale |
|  |                          |                |                      |                        |                         |               |  |  |            |            |  |  |        |        |
|  |                          |                |                      |                        |                         |               |  |  |            |            |  |  |        |        |
|  | New England Nor'easters  |                |                      |                        |                         |               |  |  |            |            |  |  |        |        |
|  | Freilos                  |                |                      |                        |                         |               |  |  |            |            |  |  |        |        |
|  | New England Nor'easters  | 1½             |                      |                        |                         |               |  |  |            |            |  |  |        |        |
|  | New England Nor'easters  | 1½             |                      |                        |                         |               |  |  |            |            |  |  |        |        |
|  |                          |                |                      |                        | Manhattan Applesauce    | 2½            |  |  |            |            |  |  |        |        |
|  | Manhattan Applesauce     | 2              |                      |                        | Manhattan Applesauce    | 2½            |  |  |            |            |  |  |        |        |
|  | Manhattan Applesauce     | 2              |                      |                        |                         |               |  |  |            |            |  |  |        |        |
|  | Connecticut Dreadnoughts | 2              |                      |                        |                         |               |  |  |            |            |  |  |        |        |
|  | Connecticut Dreadnoughts | 2              | Manhattan Applesauce | 3                      |                         |               |  |  |            |            |  |  |        |        |
|  |                          |                | Manhattan Applesauce | 3                      |                         |               |  |  |            |            |  |  |        |        |
|  |                          |                |                      | New York Knights       | 1                       |               |  |  |            |            |  |  |        |        |
|  | New York Knights         |                |                      | New York Knights       | 1                       |               |  |  |            |            |  |  |        |        |
|  |                          |                |                      |                        |                         |               |  |  |            |            |  |  |        |        |
|  | Freilos                  |                |                      |                        |                         |               |  |  |            |            |  |  |        |        |
|  | New York Knights         | 2              |                      |                        |                         |               |  |  |            |            |  |  |        |        |
|  | New York Knights         | 2              |                      |                        |                         |               |  |  |            |            |  |  |        |        |
|  |                          |                |                      |                        | New Jersey Knockouts    | 2             |  |  |            |            |  |  |        |        |
|  | New Jersey Knockouts     | 2              |                      |                        | New Jersey Knockouts    | 2             |  |  |            |            |  |  |        |        |
|  | New Jersey Knockouts     | 2              |                      |                        |                         |               |  |  |            |            |  |  |        |        |
|  | Carolina Cobras          | 2              |                      |                        |                         |               |  |  |            |            |  |  |        |        |
|  | Carolina Cobras          | 2              | Manhattan Applesauce | 2½                     |                         |               |  |  |            |            |  |  |        |        |
|  |                          |                | Manhattan Applesauce | 2½                     |                         |               |  |  |            |            |  |  |        |        |
|  |                          |                |                      | St. Louis Arch Bishops | 1½                      |               |  |  |            |            |  |  |        |        |
|  | Dallas Destiny           |                |                      | St. Louis Arch Bishops | 1½                      |               |  |  |            |            |  |  |        |        |
|  |                          |                |                      |                        |                         |               |  |  |            |            |  |  |        |        |
|  | Freilos                  |                |                      |                        |                         |               |  |  |            |            |  |  |        |        |
|  | Dallas Destiny           | 2½             |                      |                        |                         |               |  |  |            |            |  |  |        |        |
|  | Dallas Destiny           | 2½             |                      |                        |                         |               |  |  |            |            |  |  |        |        |
|  |                          |                |                      |                        | San Francisco Mechanics | 1½            |  |  |            |            |  |  |        |        |
|  | San Francisco Mechanics  | 3              |                      |                        | San Francisco Mechanics | 1½            |  |  |            |            |  |  |        |        |
|  | San Francisco Mechanics  | 3              |                      |                        |                         |               |  |  |            |            |  |  |        |        |
|  | Seattle Sluggers         | 1              |                      |                        |                         |               |  |  |            |            |  |  |        |        |
|  | Seattle Sluggers         | 1              | Dallas Destiny       | 1½                     |                         |               |  |  |            |            |  |  |        |        |
|  |                          |                | Dallas Destiny       | 1½                     |                         |               |  |  |            |            |  |  |        |        |
|  |                          |                |                      | St. Louis Arch Bishops | 2½                      |               |  |  |            |            |  |  |        |        |
|  | St. Louis Arch Bishops   |                |                      | St. Louis Arch Bishops | 2½                      |               |  |  |            |            |  |  |        |        |
|  |                          |                |                      |                        |                         |               |  |  |            |            |  |  |        |        |
|  | Freilos                  |                |                      |                        |                         |               |  |  |            |            |  |  |        |        |
|  | St. Louis Arch Bishops   | 3              |                      |                        |                         |               |  |  |            |            |  |  |        |        |
|  | St. Louis Arch Bishops   | 3              |                      |                        |                         |               |  |  |            |            |  |  |        |        |
|  |                          |                |                      |                        | Las Vegas Desert Rats   | 1             |  |  |            |            |  |  |        |        |
|  | Las Vegas Desert Rats    | 4              |                      |                        | Las Vegas Desert Rats   | 1             |  |  |            |            |  |  |        |        |
|  | Las Vegas Desert Rats    | 4              |                      |                        |                         |               |  |  |            |            |  |  |        |        |
|  | Arizona Scorpions        | 0              |                      |                        |                         |               |  |  |            |            |  |  |        |        |

### Entscheidungen
|  | US-amerikanischer Mannschaftsmeister: Manhattan Applesauce |

### Wildcard Round
Während in den Wettkämpfen der Western Division klare Entscheidungen fielen, endete beide Wettkämpfe der Eastern Division mit 2:2, so dass die New Jersey Knockouts und Manhattan Applesauce nur durch die bessere Vorrundenplatzierungen ins Viertelfinale einzogen.

### Viertelfinale
Alle Wettkämpfe sahen knappe Entscheidungen. In der Western Division gewannen die beiden Ersten der Vorrunde, während in der Eastern Division Manhattan Applesauce den Vorrundensieger New England Nor'easters besiegte und die New York Knights nach einem 2:2 gegen die New Jersey Knockouts nur durch die bessere Vorrundenplatzierung das Halbfinale erreichten.

### Halbfinale
In beiden Wettkämpfen setzte sich die Mannschaft mit der schlechteren Vorrundenplatzierung durch.

### Finale
Im Finale setzte sich Manhattan knapp durch und gewann damit erstmals den Titel.

## Auszeichnungen

### Most Valuable Player
Der Titel des Most Valuable Player (MVP) wurde aufgrund der Vorrundenergebnisse vergeben. Für eine Gewinnpartie am ersten Brett erhielt ein Spieler vier Punkte, für eine Niederlage wurden ihm vier Punkte abgezogen. Am zweiten Brett wurden analog 3,5 Plus- beziehungsweise Minuspunkte vergeben, am dritten Brett drei und vierten Brett 2,5. Zusätzlich wurde für jede mit den schwarzen Steinen erreichte Gewinn- und Remispartie ein Punkt gutgeschrieben. Den Titel gewann Elliot Liu (Las Vegas) mit 25 Punkten, auf den Plätzen 2 und 3 folgten Alexander Stripunsky (New Jersey) und Andrei Stukopin (Rio Grande) mit 23 beziehungsweise 21,5 Punkten.

### Rookie of the Year
Der Titel des Rookie of the Year wurde für den erfolgreichsten Debütanten in der USCL vergeben. Der Titel ging an Elliot Liu (Las Vegas), der 10 Punkte aus 10 Partien erreichte.

### Most Improved Player
Der Titel des Most Improved Player sollte an den Spieler vergeben werden, der seine Turnierleistung im Vergleich zu seinen vorherigen Teilnahmen an der USCL am meisten steigern konnte. Mangels geeigneter Kandidaten wurde der Titel diesmal nicht vergeben.

### All Star Teams
Es wurden drei All Star Teams nominiert. Dem ersten Team gehörten Swiad Isoria (Manhattan), Varuzhan Akobian (St. Louis), Elliot Liu (Las Vegas) und Nicholas Rosenthal (St. Louis) an, dem zweiten Jeffery Xiong (Dallas), Joel Benjamin (New Jersey), Levy Rozman (Manhattan) und Bryce Tiglon (Seattle) und dem dritten Andrei Stukopin (Rio Grande), Andrej Gorowets (Lubbock), Atulya Vaidya (Dallas) und Jason Shi (Connecticut).

### Game of the Year
Nach jeder Runde wurde eine Partie der Woche (Game of the Week) gewählt, aus den 13 Partien der Woche sowie sieben weiteren Partien (Wildcards) wurde die Partie des Jahres (Game of the Year) gewählt. Der Titel ging an die per Wildcard nominierte Gewinnpartie von Alexander Katz (New England) gegen Giorgi Katscheischwili (Manhattan), die bei der Wahl der Partie der Woche in der neunten Runde nur den dritten Platz belegt hatte (Partie der Woche war die Gewinnpartie von Swiad Isoria (Manhattan) gegen Mika Brattain (New England), die in der Jahreswertung Platz 18 belegte). Auf dem zweiten Platz folgte die Gewinnpartie von Jeffery Xiong (Dallas) gegen Alejandro Ramírez (St. Louis) aus der dritten Runde. Auf dem dritten Platz lag ebenfalls eine per Wildcard nominierte Partie, und zwar die Gewinnpartie von Illja Nyschnyk (St. Louis) gegen Kayden Troff (Las Vegas), die sich bei der Wahl der Partie der Woche aus dem Viertelfinale mit dem dritten Platz begnügen musste (Partie der Woche war die Remispartie zwischen Pascal Charbonneau (New York) und Joel Benjamin (New Jersey), die in der Jahreswertung den sechsten Platz erreichte).

## Die Meistermannschaft
| 1.            | Manhattan Applesauce |
| Schachfiguren | Alex Lenderman, Giorgi Katscheischwili, Swiad Isoria, Irina Krush, Aleksandr Ostrovskiy, Alec Getz, Levy Rozman, Venkat Iyer, Ben Gershenov, Hans Moke Niemann, Akira Nakada, Keith Espinosa. |